# Paullinia baileyi
Paullinia baileyi är en kinesträdsväxtart som beskrevs av Standley. Paullinia baileyi ingår i släktet Paullinia och familjen kinesträdsväxter. Inga underarter finns listade i Catalogue of Life.